# Orquestra Filarmônica de Kanagawa
A Orquestra Filarmônica de Kanagawa é uma orquestra clássica baseada em Yokohama, fundada em 1970.

## Diretores Musicais
- Hanns-Martin Schneidt (2007—2009)
- Yuzo Toyama (1992—1996)
- Kazuo Yamada (1991)